# Partito Socialista Anarchico Rivoluzionario
El Partito Socialista Anarchico Rivoluzionario en italiano, en español Partido Socialista Anárquico Revolucionario, fue un partido político anarquista de corta duración de Italia.

## Origen
Fundado en enero de 1891 en el Congreso de Capolago, en Suiza, en el que participaron alrededor de 80 delegados de grupos socialistas ciprinianos y anarquistas italianos. Pertenecieron notables figuras como Errico Malatesta, Pietro Gori, Luigi Galleani, Amilcare Cipriani, Andrea Costa y Filippo Turati. No era un partido parlamentarista, sino más una organización federalista que contraponía "socialismo legalista y socialismo anárquico". Malatesta preveía que el PSAR sea la federación italiana de una nueva, socialista y anarquista, Asociación Internacional de Trabajadores.

## Pugnas
El PSAR se desarrolló en gran medida dentro del Partito Socialista Rivoluzionario Italiano (PSRI), una agrupación más grande en cuyos estatutos aceptaba a todas las corrientes del pensamiento socialista (anarquista, evolucionista y marxista). Esta organización fue fundadora del pro-parlamentarista Partito Socialista dei Lavoratori Italiani (PSLI) en 1892 promovido por la mayoría reformista del PSRI (por lo que tuvo oposición del sector libertario -el PSAR- provocando una escisión de facto). En 1895 el PSLI fue rebautizado con el nombre de Partido Socialista Italiano (PSI) y, en medio de luchas sectarias, expulsó a su ala anarquista.